# Dirk Koedoot
Dirk Koedoot (* 8. Februar 1925 in Ijsselmonde (heute Barendrecht); † 20. Oktober 1943 in München) war ein niederländischer Zwangsarbeiter und Internierter des Arbeitserziehungslagers (AEL) München-Moosach, wo er aufgrund von Folterungen verstarb.

## Leben

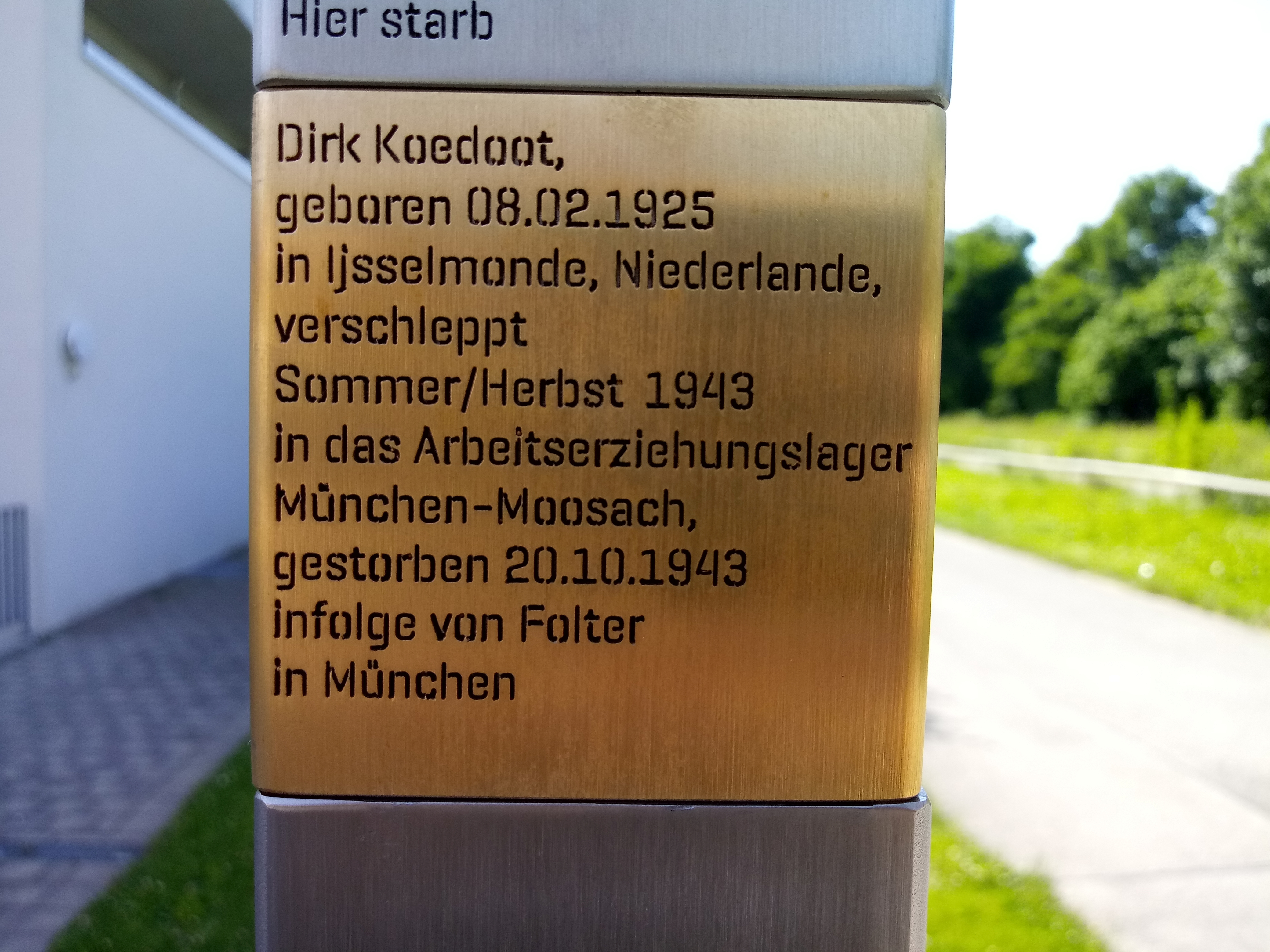
Erinnerungszeichen an Dirk Koedoot an der Bingener Straße

Dirk Koedoot war das jüngste von zehn Kindern von Jilles Koedoot und Klaartje van Dam. Eigentlich wollte er Matrose werden, doch sein religiöser Vater befürchtete, dass er auf See nicht fromm bleiben könne, daher wurde er Bäcker. Im Oktober 1925 zog die Familie in die Westerbeekstraat 29a in Rotterdam. Am 18. Februar 1943 schickte ihn das „Gewestelijk Arbeidsbureau Rotterdam“ (Arbeitsamt) zum Arbeitseinsatz nach Deutschland, wo er am 20. Februar 1943 in München ankam und bei einem Bäckerehepaar arbeiten musste. Sein Arbeits- und Wohnort in München konnte nicht mehr ausfindig gemacht werden. Zu dieser Zeit mussten etwa 2.600 niederländische Frauen und Männer Zwangsarbeit in Münchner Betrieben verrichten. In Deutschland insgesamt waren es zwischen 1939 und 1945 etwa 13 Millionen ausländische Zwangsarbeiterinnen und Zwangsarbeiter, davon in München bis 1944 mehr 121.400 Frauen, Männer und Kinder aus ganz Europa sowie tausende Kriegsgefangene und KZ-Häftlinge.
Koedoot gelang die Flucht, und er versuchte, in die Niederlande zu gelangen. Kurz vor der niederländischen Grenze wurde er von einer deutschen Patrouille gefasst und schwer misshandelt. Nach seiner Festnahme wurde er wieder nach München gebracht, von der Gestapo verhört und anschließend im Arbeitserziehungslager (AEL) München-Moosach in der damaligen Wildstraße (heute Bingener Straße/Triebstraße) inhaftiert. Die Arbeits- und Lebensbedingungen der AEL waren mit denjenigen in den Konzentrationslagern vergleichbar. Laut Bericht eines Mitgefangenen musste Koedoot als Strafe für die Flucht 24 Stunden lang in kaltem Wasser stehen. Er erkrankte schwer und wurde in ein Hospital in der Maria-Ward-Straße 9 in München-Nymphenburg verlegt, wo er aufgrund der Misshandlungen am 20. Oktober 1943 an einer „Lungenblutung“ (so die Sterbeurkunde) verstarb. Koedoot wurde am 23. Oktober 1943 auf dem Westfriedhof in München beigesetzt und am 24. Mai 1956 auf das Niederländische Ehrenfeld auf dem Waldfriedhof Oberrad Wald in Frankfurt am Main umgebettet.

## Gedenken
Am 20. Februar 2020 wurde von der Stadt München ein Erinnerungszeichen in Form einer Stele an der Bingener Straße in München-Moosach angebracht.